# Taenionema kincaidi
Taenionema kincaidi is een steenvlieg uit de familie vroege steenvliegen (Taeniopterygidae). De wetenschappelijke naam van de soort is voor het eerst geldig gepubliceerd in 1938 door Hoppe.